# Sainte-Marie-de-Chignac
Sainte-Marie-de-Chignac è un comune francese di 599 abitanti situato nel dipartimento della Dordogna nella regione della Nuova Aquitania.

## Società

### Evoluzione demografica
Abitanti censiti